# Butch Vig
Bryan "Butch" Vig (nascut el 8 de desembre de 1957), és un músic de rock i un productor musical. En l'actualitat és membre del famós grup Garbage, però també és conegut com el productor del disc Nevermind de Nirvana un àlbum que va dur la música grunge al gran públic, i els discos Gish, Siamese Dream i Pisces Iscariot de Smashing Pumpkins. Originari de Viroqua, Wisconsin, Vig va ser un antic membre dels grups Spooner i Fire Town.

## Producció
Vig ha produït discos per als següents artistes:
- 1982: Die Kreuzen – Internal
- 1984: Killdozer – Intellectuals Are the Shoeshine Boys of the Ruling Elite
- 1984: Juvenile Truth — no enemy
- 1985: ivory library – 1st e.p.
- 1985: The Other Kids – Living in the Mirror
- 1985: Killdozer – Snake Boy
- 1985: Laughing Hyenas – Come Down to the Merry Go Round
- 1986: Killdozer – Burl
- 1987: The Other Kids – Happy Home
- 1987: Killdozer – Little Baby Buntin'
- 1988: Die Kreuzen – Century Days
- 1988: The Cheeters – Sign of Fire
- 1988: Killdozer – For Ladies Only
- 1989: Killdozer – Twelve Point Buck
- 1989: Laughing Hyenas- You Can't Pray a Lie
- 1989: Stuart Stotts – Music in My Mother's House
- 1989: feedtime – Suction
- 1990: Urge Overkill – Americruiser
- 1990: King Snake Roost – Ground into the Dirt
- 1990: Laughing Hyenas – Life of Crime
- 1990: The Fluid – Glue
- 1991: The Fluid – Spot the Loon
- 1991: Gods of the Revolution
- 1991: Cosmic Psychos – Blokes You Can Trust
- 1991: The Smashing Pumpkins – Gish
- 1991: Nirvana – Nevermind
- 1991: Tad – 8-Way Santa
- 1991: Young Fresh Fellows – Electric Bird Digest
- 1991: Overwhelming Colorfast – Overwhelming Colorfast
- 1991: Die Kreuzen – Cement
- 1992: Sonic Youth – Dirty
- 1992: House of Pain – Shamrocks and Shenanigans
- 1992: L7 – Bricks Are Heavy
- 1992: Chainsaw Kittens – Flipped Out in Singapore
- 1992: Drain – Pick Up Heaven
- 1992: Gumball – Wisconsin Hayride
- 1992: Sky Pilot – 'Chicago Illinois – Mike DeFoy"
- 1993: Gumball – Super Tasty
- 1993: Gumball – The Damage Done
- 1993: Crash Vegas – Stone
- 1993: The Smashing Pumpkins – Siamese Dream
- 1993: Gumball – Real Gone Deal
- 1994: Sonic Youth – Experimental Jet Set, Trash and No Star
- 1994: Helmet – Betty
- 1994: Freedy Johnston – This Perfect World
- 1995: Soul Asylum – Let Your Dim Light Shine
- 1995: Garbage – Garbage
- 1997: The And – Day
- 1997: The And – And Night
- 1998: Garbage – Version 2.0
- 2001: Garbage – Beautiful Garbage
- 2003: AFI – Sing the Sorrow
- 2005: Garbage – Bleed Like Me
- 2006: Kilroy – LP
- 2007: Jimmy Eat World – Chase This Light
- 2007: Against Me! – New Wave
- 2008: The Subways – All or Nothing
- 2008: Laura Jane Grace – Heart Burns
- 2009: Green Day – 21st Century Breakdown
- 2009: Foo Fighters – Greatest Hits
- 2010: Against Me! – White Crosses
- 2010: Muse – "Neutron Star Collision (Love Is Forever)"
- 2010: Never Shout Never – Harmony
- 2010: Goo Goo Dolls – Something for the Rest of Us
- 2011: Foo Fighters – Wasting Light
- 2012: Garbage – Not Your Kind of People
- 2013: Sound City Players – Sound City: Real To Reel
- 2014: Foo Fighters – Sonic Highways[3]